# 星际迷航：暗黑无界
《星空奇遇記：黑域時空》（英語：Star Trek Into Darkness）是一部2013年公映的美國科幻動作片。它是第十二部星際旅行電影，為2009年電影《星际迷航》的續集。基於吉恩·羅登伯里創造的同名系列，由J·J·艾布拉姆斯導演，羅伯托·奧利奇、亞歷克斯·庫茲曼和戴蒙·林德洛夫編劇。林德洛夫、奧利奇、庫茲曼、艾布拉姆斯與布賴恩·伯克擔任製片人。克里斯·派恩繼續飾演詹姆斯·T·柯克艦長，扎卡里·昆托、卡爾·厄本、佐伊·索爾達娜、安東·葉爾欽、西蒙·佩格、倫納德·尼莫伊、趙約翰和布魯斯·格林伍德續飾了他們在前作中的角色。本尼迪克特·康伯巴奇、彼得·威勒、愛麗絲·伊芙也出演了電影中的主要角色。
在第十一部電影《星际迷航》公映後，艾布拉姆斯、伯克、林德洛夫和奧利奇簽署了本片的製片協議。2011年，確定了由康柏拜區、威勒和伊芙來出演電影里的關鍵配角。拍攝始於2012年1月，拍攝工作完全在加利福尼亞州完成。視覺特效由工業光魔製作。
這部電影在後期製作中轉換成了3D版本。2013年4月23日，《暗黑無界》在悉尼的Event影院舉行了首映，並於2013年5月9日在澳大利亞、紐西蘭、英國、歐洲部分地區和秘魯開始公映，其他國家亦隨之公映。在美國和加拿大，這部電影於2013年5月16日公映，而IMAX院線則提前一天上映。續集是2016年的《星空奇遇記：超域時空》。

## 劇情
企業號於尼比鲁星系執行觀察任務時，為了避免一座即將爆發的大型火山摧毀整座星球，決定冒險將火山透過大型冷凍裝置凍結。然而，過程中由於失誤而造成史巴克被困於火山中心，為了將他救出來，艦長寇克奮不顧身地違反星際聯邦的最高守則，將整艘企業號飛到火山頂端將史巴克傳送回船上，過程也使得巨大的企業號整體暴露給星球居民。返航地球後，寇克因史巴克的如實匯報而被聯邦解除艦長職務，企業號由上將兼前任艦長克里斯多佛·派克重新擔任，寇克受降職成為大副，而史巴克則被調職至其他艦船。
聯邦位於倫敦的一座機密武器部門31區發生爆炸恐怖襲擊，主兇是一位叛逃的聯邦特務約翰·哈里森。寇克、史巴克和派克參與聯邦總部召開的緊急會議期間，哈里森開一艘小型艦艇襲擊會議室，派克於期間不幸重傷身亡，而寇克想辦法損壞艦艇後，哈里森用攜帶式曲速傳送裝置逃亡至克林貢帝國統治的「克羅諾斯星系」。為了找尋哈里森來為派克復仇，寇克靠聯邦上將亞歴山大·馬庫斯重任艦長一職，召集史巴克在內的所有船員開企業號前往克羅諾斯。為了避免克林貢和聯邦的戰爭，馬庫斯命令寇克要利用31區研製的數十顆新型無軌跡光子魚雷，在不被克林貢人發現的情況下狙殺哈里森。但輪機長蒙哥馬利·史考特不相信這些來源及發射效果皆不明的魚雷而拒絕簽收，與執意要復仇的寇克發生意見衝突後便辭職以示抗議。
航行過程中，頂替輪機長職位的帕夫·契科夫不慎導致企業號的曲速核心故障，被迫停駛在克林貢帝國中立區域邊界旁。寇克留下蘇鲁光指揮企業號，帶領史巴克和烏乎拉前往抓捕哈里森，並用魚雷威脅哈里森束手就擒。然而，寇克一行人碰上克林貢巡邏隊，在寡不敵眾之下即將被殲滅，但哈里森現身殺光整個巡邏隊救下他們，得知魚雷總共有72顆後棄械投降。哈里森被收押回企業號，聲言魚雷中隱藏黑幕，而當時為了探查魚雷真相而隱瞞真實身份登艦的馬庫斯上將之女卡蘿·馬庫斯，自告奮勇和總醫官倫納德·麥考伊想辦法打開一顆魚雷，兩人發現內部躺著一名沉睡在冬眠艙中的人。
哈里森揭示他真實身份為可汗，一位沉睡三百年的基因改造人，如今被馬庫斯上將喚醒以協助他製造新型武器，挑起聯邦和克林貢的戰爭好讓馬庫斯自己功成名就。而所有魚雷中都躺著可汗原來的船員，均受馬庫斯要挾而使他無從選擇地合作。當寇克等人在充滿疑惑的情況下剛準備返航，一艘由馬庫斯上將率領的無編號戰艦復仇號來到企業號面前，對寇克指名道姓索要可汗。寇克對此不安靠曲速來繼續返航，但復仇號經由可汗設計、裝有更為先進的引擎和武器系統，因此於曲速途中追上企業號而發動猛烈攻擊。嚴重受損的企業號脫離曲速停在月球附近，而卡蘿呼叫父親不要動手，馬庫斯卻用傳送裝置將她傳送到復仇號上。即使寇克強力懇求馬庫斯放過除他在外的所有船員，馬庫斯仍然決定實施滅口，窮途末路的寇克只能回頭對所有船員說聲抱歉。
所幸的是，史考特受寇克委託而獨自來到可汗交代過的木星一帶座標視察，發現復仇號後潛伏在船上，及時癱瘓復仇號系統而使馬庫斯暫時無法開火。由於企業號受損嚴重，別無選擇的寇克只好與設計過對方船體的可汗結盟，答應跟他合作便可以救他自己的船員。於是，寇克和可汗靠太空跳躍登陸復仇號和史考特會合，最後成功攻佔艦橋。就在馬庫斯死不認錯時，可汗趁機背叛寇克，靠雙手擠碎馬庫斯的頭骨後取得控制權。同时，史巴克呼叫老史巴克詢問可汗的資料時，得知可汗於老史巴克的時間線上是一位殘酷陰險的暴君，也是企業號所遇過最強的敵人，當初付出過“慘痛代價”才擊敗他。可汗這時靠寇克的性命與史巴克交換自己的船員，史巴克照做後換回寇克、卡蘿和史考特，但可汗也開始全火力攻擊企業號。
然而史巴克機智地提前让麥考伊暗中將可汗的全體船員從魚雷取出，並定時引爆所有送回至復仇號上的魚雷，嚴重炸傷復仇號而使可汗喪失火力。但這時，企業號因受損失去動力，開始被地球引力牽制而急速墜落，史巴克下令全員棄船時，寇克奮不顧身進入具有高輻射性的反應爐中，將偏離的曲速核框架重新校正才使企業號重新穩定。史巴克跑到反應爐室前，隔著玻璃看著寇克因放射性中毒而慢慢死去，兩人以瓦肯人手勢證明友情。不甘心的可汗駕駛受損的復仇號沖向舊金山的星聯總部，用船體撞毀海灣一帶區域後趁混亂期間逃跑，憤怒的史巴克傳送下去全力追趕可汗，和他在一架飛行船上展開肉搏戰。但麥考伊突然發現可汗血液中具備的自我修復特性可以挽救寇克一命，而烏乎拉傳送下去幫忙制伏可汗，將他抓獲後靠他的血液以救活寇克。
寇克最終恢復清醒並康復，可汗被關回冬眠艙，跟他的船員一同被再次封存起來。一年後，寇克於此次事件的紀念館前發表演说，點醒所有人關於復仇的兩面性。最後，寇克與所有船員登上修復完成的企業號，開始他們為期五年的探索任務。

## 角色
| 演員                 | 角色                                                | 備註                                                                                              |
| 克里斯·派恩          | 詹姆斯·T·寇克艦長 Captain James T. Kirk             | 企業號艦長，升為艦長不久為了拯救船員，不惜違反最高守則而受到降職。                                |
| 扎卡里·昆托          | 史巴克 Spock                                        | 企業號大副和科學官，人類和瓦肯人的混血，寇克的最好搭檔及摯友。                                    |
| 佐伊·索尔达娜        | 妮歐塔·烏乎拉 Nyota Uhura                           | 企業號通訊官                                                                                      |
| 卡爾·厄本            | 倫納德·「老骨頭」·麥考伊 Dr. Leonard "Bones" McCoy  | 企業號總醫官                                                                                      |
| 西蒙·佩格            | 蒙哥馬利·史考特 Montgomery Scott                    | 企業號二副及主輪機長，人稱「史考提」，精明手巧而讓企業號的引擎持續運作。                          |
| 赵约翰               | 蘇魯光 Hikaru Sulu                                  | 企業號主舵手。                                                                                    |
| 本尼迪克特·康伯巴奇  | 約翰·哈里森/可汗 John Harrison / Khan Noonien Singh | 舊時代的基因改造人，頭腦卓越、天性兇狠殘酷，被解放後化名「约翰·哈里森」協助聯邦建造新型軍事武器。 |
| 安東·葉爾欽          | 帕夫·契科夫 Pavel Chekov                            | 企業號導航員，這次臨時代替史考特擔任輪機長。                                                      |
| 布鲁斯·格林伍德      | 克里斯多佛·派克 Christopher Pike                    | 企業號前任艦長，將位置讓給救他一命的寇克後擔任了聯邦少將。                                        |
| 彼得·威勒            | 亞歷山大·馬庫斯 Alexander Marcus                    | 星際聯邦最高上將，負責監督與克林貢的戰事，而他同時也表裏不一，對迎面而來的戰爭有著私人目的。      |
| 愛麗絲·伊芙          | 卡蘿·馬庫斯 Dr. Carol Marcus                        | 馬庫斯上將的女兒，認為父親在運上企業號的魚雷上隱藏內幕，便化名「卡蘿·華萊士」偷偷登艦去調查。     |
| 倫納德·尼莫伊        | 老史巴克 Spock Prime                                | 原始時間線上的史巴克，於之前來到這條新時間線後，如今作為新瓦肯星的大使。                          |
| 諾爾·克拉克          | 湯瑪斯·哈伍德 Thomas Harewood                       | 星際艦隊的官員，於31區工作，因為患有白血病的女兒受可汗要挾而被迫靠自殺襲擊炸毀31區。              |
| 娜兹尼恩·康塔可特    | 雷瑪·哈伍德 Rima Harewood                           | 湯瑪斯的妻子。                                                                                    |
| 阿金妮·坦尼哈·阿扎爾 | 露西爾·哈伍德 Lucille Harewood                      | 湯瑪斯的女兒，患有白血病，受到了可汗救治才痊癒疾病。                                              |
| 亞曼達·福爾曼        | 布拉克特 Brackett                                   | 企業號的上尉，於艦橋裏執勤。                                                                      |
| 傑伊·斯庫里          | 查平 Chapin                                         | 企業號船員。                                                                                      |
| 強納森·迪克森        | 佛羅曼 Froma                                        | 企業號船員。                                                                                      |
| 艾莎·海兹            | 達爾文 Darwin                                       | 企業號的副導航員。                                                                                |
| 约瑟夫·盖特          | 科學官0718 Science Officer 0718                     | 企業號船員。                                                                                      |
| 迪普·羅伊            | 昆塞尔 Keenser                                      | 史考特的外星人助手                                                                                |
| 傑森·麥修·史密斯     | 亨多夫 Hendorff                                     |                                                                                                   |
| 諾蘭·諾斯            | 復仇號舵手                                          |                                                                                                   |
| 肖恩·布莱克莫尔      | 克林贡人                                            | 克林貢巡邏隊的領頭。                                                                              |
| 希瑟·兰根坎普        | 莫托 Moto                                           |                                                                                                   |

## 名稱表記
导演J·J·艾布拉姆斯说这部电影将会有一個副标题，而且異於系列電影一到九部除了副標題外還加上編號，這第十一部電影只會在Star Trek後方加上副標，以便和最早的九部電影系列作區隔，這項改變也會沿用到之後的電影中。

## 评价
该片在电影数据庫「"IMDB"」中取得了8.2/10的评分。在影评网站“烂番茄”上有87%的好评度。Metacritic上得到72分。

## 获奖
《星际迷航：暗黑无界》获美国作曲家、作家和发行商协会、金预告片奖、加利福尼亚州电影委员会委员会等机构颁发的九项大奖。电影共获44项提名，其中视觉特效最为突出，演员康柏拜區、沙查·昆圖、潘恩均有奖项入围，康柏拜區因2013年出演本片和《为奴十二年》、《八月：奥色治郡》、《危机解密》拿下不列颠尼亚奖年度英国艺术家奖。电影获土星獎提名最多，达五项；胜出最多的是主要艺术家，拿下铜奖和银奖各一项。

## 票房
美国首周末收获7055万美圆名列第一位。北美累计2.28亿美金，全球票房为4.66亿。中国大陆首周收获1.6亿人民币票房登顶，次周蝉联第一名。
| 上一届： 《鋼鐵俠3》    | 2013年美國週末票房冠軍 第20周    | 下一届： 《玩命關頭6》        |
| 上一届： 《中国合伙人》 | 2013年中国一周票房冠军 第22-23周 | 下一届： 《天機：富春山居圖》 |

## 續集
官方宣布《星際爭霸戰3》預計將於2016年上映，作為一個系列的50週年，但J·J·艾布斯則非導演，而是作為一個製片人。據宣布，羅伯托·奧利奇將執導第三部電影。但奧利奇後來退出，使得艾德格·萊特成為續集的候選導演。2014年12月22日，宣布林詣彬將執導第三部電影。而編劇則由賽門·佩吉負責。電影預計於2016年7月8日上映。

## 注解
1. ^ 该电影在中國大陸确定中文名称前，有过“黑暗无界”[28]、“星际迷航2”或“星际迷航XII”及“黑暗来袭”、“驶入黑暗”[29]等译名。[30]

## 外部連結
- 優酷網上的「《星际迷航：暗黑无界》官方中文预告片」（简体中文）
- Star Trek Into Darkness 在阿尔法记忆的相关页面（一個的Wiki網站）（英文）
- 互联网电影数据库（IMDb）上《星际迷航》的资料（英文）
- 爛番茄上《星际迷航》的資料（英文）
- Metacritic上《星际迷航：暗黑无界》的資料（英文）
- AllMovie上《星际迷航：暗黑无界》的资料（英文）
- Box Office Mojo上《星际迷航：暗黑无界》的資料（英文）
- Yahoo奇摩電影上《星际迷航：暗黑无界》的資料（繁體中文）
- 開眼電影網上《星际迷航：暗黑无界》的資料（繁體中文）
- 时光网上《星际迷航：暗黑无界》的資料（简体中文）
- 豆瓣电影上《星际迷航：暗黑无界》的資料 （简体中文）